# Лар (Кранендонк)
Лар (нід. Laar) — селище в нідерландській провінції Північний Брабант. Входить до муніципалітету Кранендонк.